# Metro v Záporoží
Metro v Záporoží (ukrajinsky: Запорíзький метрополітéн, Zaporizkyj metropoliten), byl projekt na vybudování metra ve městě Záporoží na Ukrajině.
Plány Záporožského metra se vyskytly v 80. letech 20. století, kdy se předpokládalo že do roku 2000 bude Záporoží miliónové město, nicméně se plán metra nenachází v „Koncepci státního programu výstavby a rozvoje metra na období do roku 2020“.

## Projekt
V 80. letech se počítalo že do roku 2000 bude miliónové město a bude potřebovat spolehlivou veřejnou dopravu, projekt ale nebyl nikdy vypracován.
V roce 1997, se poprvé rozhodlo o možnosti lehkého metra typu RADAN, vyvinutý podnikem Antonov, vlastnosti systému byla malá hloubka 15–30 m, 3–4 vozy a plně automatické řízení. Byly naplánovány dvě linky.

### Centrální linka
Podle plánů RADAN měla mít linka depo na jihu Záporoží a měla propojovat sídliště Pivdennyj s centrem města a přístavem. Linka měla být dlouhá 16 km a měla mít 16 stanic. Linka měla být hloubená a měla stát 215 miliónů UAH.

### Druhá linka
Druhá linka měla vést ze Závodu na výrobu titanu a hořčíku v Záporoží a nadjet řeku Dněpr přes Preobraženský most na ostrov Chortycja. Linka měla být dlouhá 20 km.